# NGC 2035

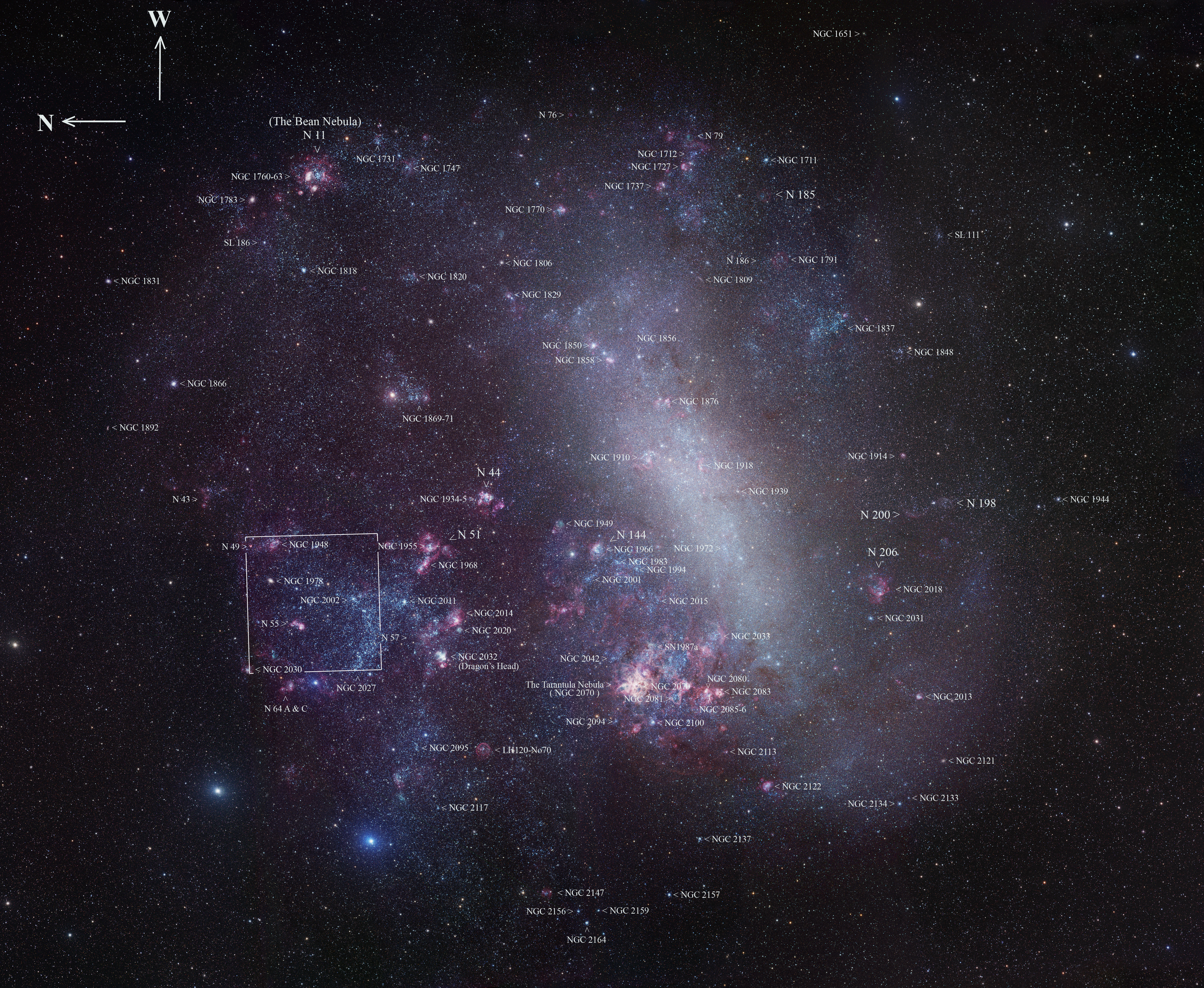
Đám mây Magellan lớn, với vị trí NGC 2035 và NGC 2032 được đánh dấu ngay bên trái trung tâm

NGC 2035 (còn được gọi là ESO 56-EN161 và Tinh vân Đầu Rồng) là một tinh vân phát xạ và vùng H II trong chòm sao Dorado và một phần của Đám mây Magellan Lớn. Nó được James Dunlop phát hiện vào ngày 3 tháng 8 năm 1826. Kích thước rõ ràng của nó là 3.0.
NGC 2035 là một phần của phức hợp tinh vân và sao, bao gồm NGC 2029, NGC 2032 và NGC 2040, được tìm thấy ở phía bắc thanh chính của LMC. Nó bao gồm những đám mây khí lớn sáng được ngăn cách bởi những đám mây bụi đen. NGC 2029, NGC 2032 và NGC 2035 là các khu vực hình thành sao, trong khi NGC 2040 là tàn dư siêu tân tinh chứa một cụm sao mở.